# Dolní Krupá (okres Mladá Boleslav)
Obec Dolní Krupá se nachází v okrese Mladá Boleslav, kraj Středočeský. Rozkládá se asi dvacet kilometrů severně od Mladé Boleslavi a devět kilometrů západně od města Mnichovo Hradiště. Na zástavbu obce navazuje zástavba, patřící již k obci Ralsko v kraji Libereckém, která dříve byla taktéž součástí obce Dolní Krupá. Tato severní část byla v roce 2011 přejmenována na Horní Krupou. Žije zde 244 obyvatel.

## Historie
První písemná zmínka o obci pochází z roku 1229, kdy král Přemysl Otakar I. daroval benediktinskému klášteru v Opatovicích nad Labem část vsi Chruppi (původní latinský název Dolní Krupé). Roku 1293 lze nalézt zmínku o chrámu sv. Václava, který pražský biskup Tobiáš z Bechyně oddělil jako samostatný od mateřského kostela v Bezdězu. Tento úkon biskupa potvrdil král Václav II. Od tohoto roku se začaly psát dějiny samostatné farnosti.

### Znak
Znak obce vychází z pečetě, kterou využíval dolnokrupský rychtář. Na pečeti byla zobrazena valdštejnská lvice. V modrém poli (symbol valdštejnského erbu) se nachází zkřížená zlatá ostrev (ze znaku Berků z Dubé) s praporcem sv. Václava. Znak je doplněn o tři růže, podle pověsti symbolizující tři rytířovy dcery, které obec založily.

### Vlajka

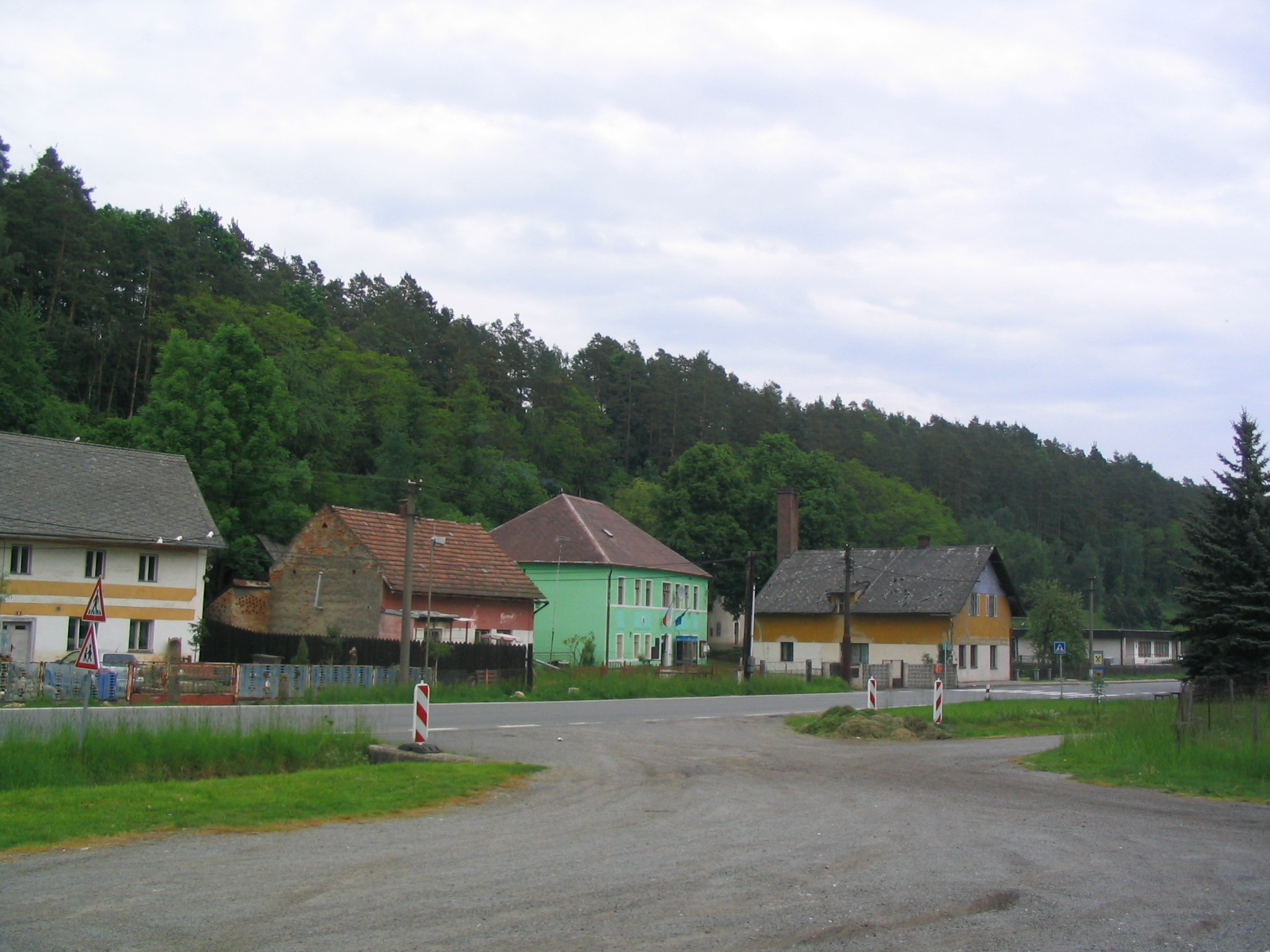
Dolní Krupá, křižovatka u obecního úřadu

Obecní prapor vychází ze znaku, tedy modré pole je přetnuto svatoondřejským křížem v jehož vlající části je ze svatováclavského praporce přenesen zemský symbol barvy bílé a červené. Zbylá tři pole doplňují tři květy růže. Autorem znaku je heraldik Jan Oulík. Znak byl obci předán předsedou Poslanecké sněmovny Parlamentu České republiky Lubomírem Zaorálkem v roce 2005.

### Územněsprávní začlenění
Dějiny územněsprávního začleňování zahrnují období od roku 1850 do současnosti. V chronologickém přehledu je uvedena územně administrativní příslušnost obce v roce, kdy ke změně došlo:
- 1850 Království české, kraj Jičín, politický okres Mladá Boleslav, soudní okres Bělá[6]
- 1855 Království české, kraj Mladá Boleslav, soudní okres Bělá[6]
- 1868 Království české, politický okres Mnichovo Hradiště, soudní okres Bělá[6]
- 1939 země Česká, Oberlandrat Jičín, politický okres Mnichovo Hradiště, soudní okres Bělá pod Bezdězem[7]
- 1942 země Česká, Oberlandrat Praha, politický okres Mladá Boleslav, soudní okres Bělá pod Bezdězem[8]
- 1945 země Česká, správní okres Mnichovo Hradiště, soudní okres Bělá pod Bezdězem[9]
- 1949 Liberecký kraj, okres Doksy[10]
- 1960 Středočeský kraj, okres Mladá Boleslav[11]

### Rok 1932
Ve vsi Dolní Krupá u Mnichova Hradiště s 432 obyvateli v roce 1932 byly evidovány tyto živnosti a obchody: pekař, řezník, holič, 4 hostince, drůbežárna, 2 obchody se smíšeným zbožím, kovář, obchod se střižním zbožím, obuvník, klempíř, trafika, truhlář.

## Přírodní poměry
Jihozápadně od vesnice se nachází vrch Radechov chráněný jako přírodní památka Velký Radechov.

## Pamětihodnosti

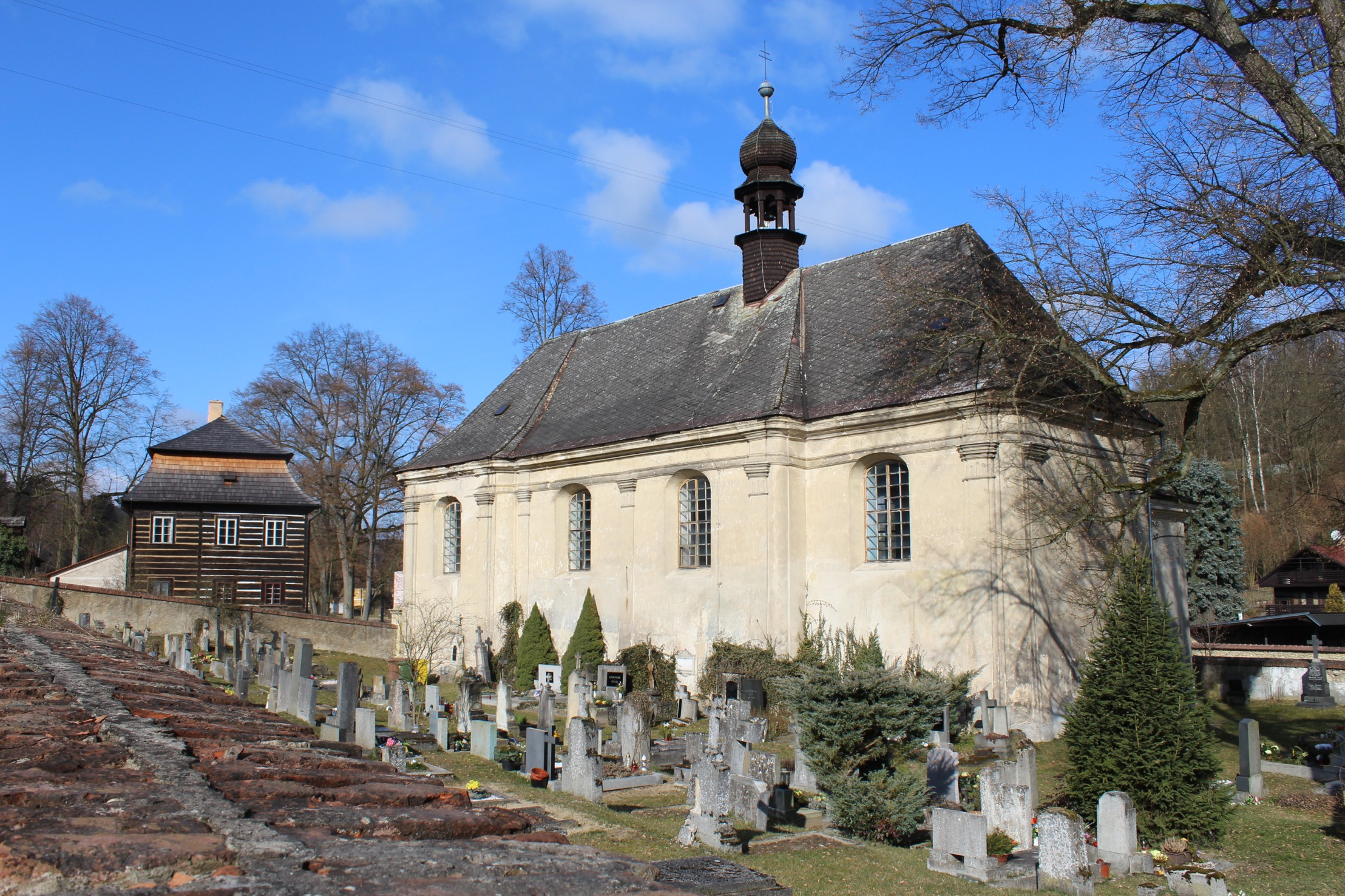
Kostel sv. Václava se hřbitovem a farou v pozadí

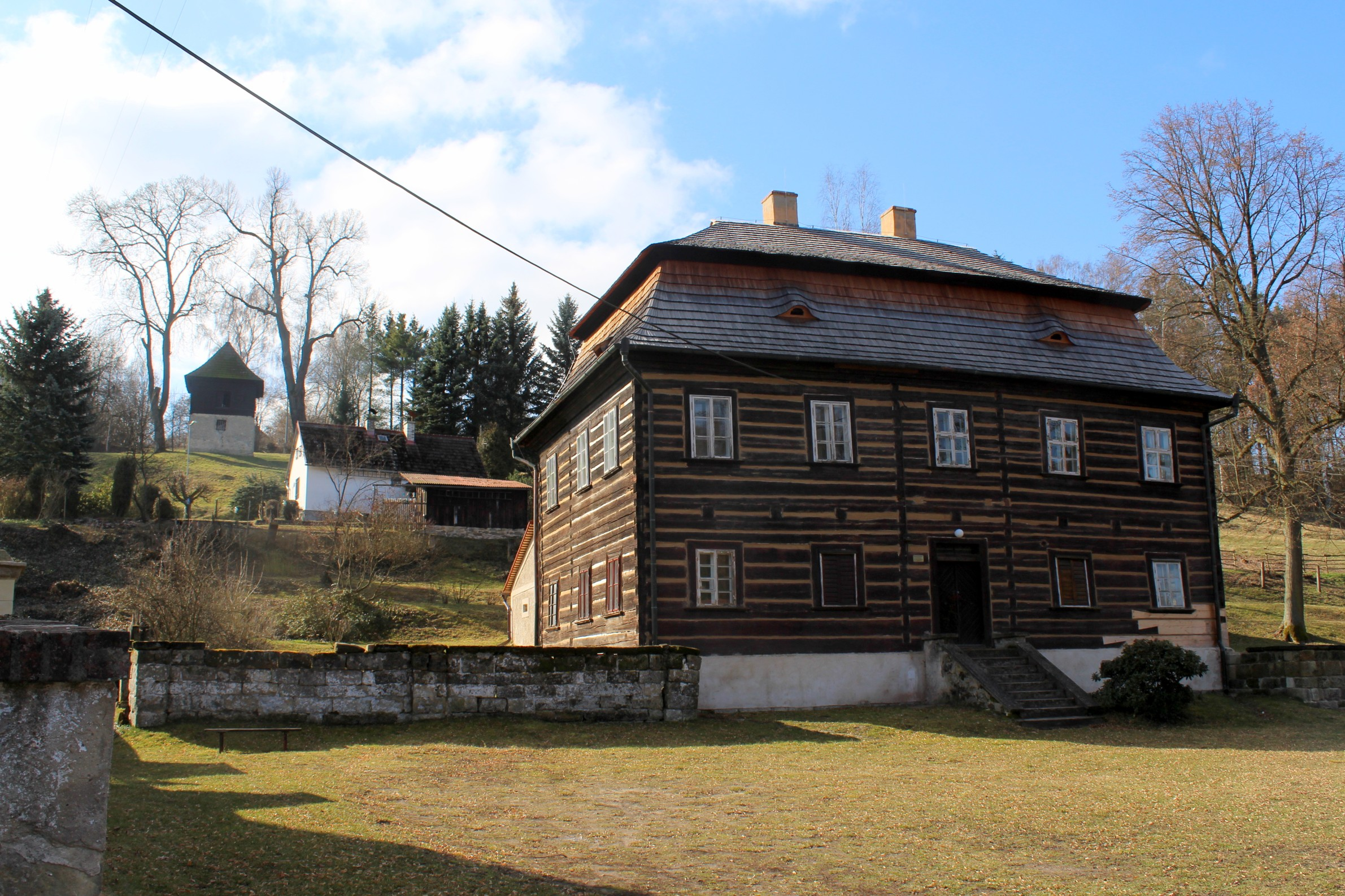
Roubená fara u kostela

- Kostel svatého Václava, připomínaný roku 1283 (1293), přestavěný v pol. 18. století (rokoko ve stylu Ludvíka XIV.), dokončený ke konci 18. století.
- Zvonice nad návsí, na jih od kostela, původně gotická stavba se zvony z let 1404 a 1416, za husitských válek vypálena. Později přestavěna roku 1751. Zvonice má, jako jediná v Česku, zděné přízemí a roubené patro. Zvony přelity roku 1660 u Štěpána a Jana Pricqueije v mladoboleslavské zvonárně, druhý zvon přelil roku 1888 Josef Diepold v Praze. Zvony byly zrekvírovány za první i druhé světové války.
- Fara je krásnou roubenou stavbou z roku 1785. Patrová, na zděné podezdívce s mansardovou střechou krytou dřevěným šindelem. Celý areál kostela, fary a zvonice i socha sv. Jana Nepomuckého je památkově chráněn.
- Socha svatého Jana Nepomuckého z roku 1786 v nadživotní velikosti stojící při silnici na Kuřívody u budovy školy.
- Lovecký zámeček z poloviny 19. století postavený Valdštejny v tyrolském stylu na blízkém vrchu Radechov.

## Doprava
Silniční doprava
Obcí prochází silnice II/268 Mimoň - Kuřívody - Dolní Krupá - Mnichovo Hradiště - Horní Bousov.
Železniční doprava
Železniční trať ani stanice na území obce nejsou. Nejblíže obci je železniční stanice Mnichovo Hradiště ve vzdálenosti 8 km ležící na trati 070 v úseku z Mladé Boleslavi do Turnova.
Autobusová doprava
V obci měly zastávku v pracovních dnech května 2011 příměstské autobusové linky Mladá Boleslav-Mnichovo Hradiště-Mimoň (3 spoje tam i zpět) a Mnichovo Hradiště-Dolní Krupá-Rokytá (4 spoje tam, 5 spojů zpět) (dopravce TRANSCENTRUM bus)